# Седма далматинска ударна бригада
Алтернативни називи:
Приморска бригада
Трећа бригада 35. личке дивизије
Седма далматинска ударна бригада формирана је 12. септембра 1943. у Карину од Друге групе севернодалматинских одреда. Незванично је била позната као Приморска бригада. 
Од формирања 19. дивизије до краја 1943. године Седма далматинска бригада борила се у њеном саставу као њена трећа бригада. Од јануара до јуна 1944. ангажована је у борбама у Лици под командом 35. личке дивизије, а јуна 1944. је и званично проглашена Трећом бригадом 35. дивизије.
По оснивању Седма далматинска бригада бројала је 1420 бораца. Будући да је подручје Лике било у великој мери мобилизацијски исцрпљено, бригада је током борби у Лици имала проблема са попуном. 27. јула 1944. имала је 843 борца, 15. септембра 1944. свега 777 бораца.
У саставу 35. дивизије односно Једанаестог корпуса Седма далматинска бригада борила се против усташких јединица штаба „Заполи“, 114. ловачке, те 373. и 392. легионарске дивизије. Подручје Лике било је стратешки важно и осетљиво због виталних саобраћајница које пролазе кроз ту област. Стога су јединице НОВЈ у Лици, укључујући и Седму далматинску бригаду све до самог краја рата биле ангажоване у интензивним и сложеним борбеним дејствима. Седма далматинска бригада показала је чврстину и одважност у тим борбама, па је одлуком Главног штаба НОВ и ПО Хрватске од 16. октобра 1944. проглашена ударном.